# Tieneke Sumter
Tieneke Sumter (Paramaribo, 1962) is een Nederlands activist voor de gelijke rechten van LHBTQI+'ers in Nederland en Suriname met een intersectioneel perspectief. Ze is onder andere actief geweest bij de Surinaamse Homo-Organisatie (SUHO), Sister Outsider en LGBT Platform Suriname. Vanaf 2022 is Sumter actief als interim programmamanager van COC Nederland.

## Levensloop
Sumter werd geboren in Paramaribo, Suriname. Ze werd opgevoed door twee mati vrouwen, haar moeder en diens partner.Toen ze zes jaar oud was verhuisde ze samen met haar moeder naar Nederland, waar ze terechtkwamen in de Staatsliedenbuurt in Amsterdam. 
Na de middelbare school ging Sumter naar de Sociale Academie, waar ze breed werd opgeleid op het gebied van kunst en cultuur. Toen ze zeventien jaar oud was kwam ze uit de kast als lesbisch.
Na de Decembermoorden in de jaren 1980 ging Sumter terug naar Suriname, waar ze de stichting Stop Geweld tegen Vrouwen oprichtte. 
In de jaren 90 ging Sumter terug naar Nederland en volgde Organisatie Beleid en Management aan de Hogeschool van Amsterdam, en later een master in Public Health aan de IGSR in Paramaribo.

## SUHO en Ashanti 1979-1985
Sumter was al vroeg actief bij SUHO, een organisatie voor Surinaamse homoseksuelen in Nederland. In 1981 richt ze samen met Carla Bakboord en Maureen Tardjopawiro de tak SUHO-vrouwen op. In 1983 werd Sumter voorzitter van SUHO.

## Sister Outsider 1984-1986
In 1984 richtte Sumter de literaire groep Sister Outsider op, samen met Gloria Wekker, Tania Leon en Jose Maas. De naam Sister Outsider is een referentie naar het gelijknamige boek van Audre Lorde, waarin ze schreef over zwart, queer, intersectioneel feminisme. 
De groep organiseert onder andere lezingen en feesten. In 1984 en 1986 bezocht Audre Lorde de groep in Amsterdam. In de kleine woonkamer in de Pijp maakte Lorde een grote indruk op Sumter en de rest van Sister Outsider. Het bezoek inspireerde de oprichting van literair centrum Flamboyant, het eerste centrum voor zwarte vrouwen en vrouwelijke migranten in Amsterdam.

## Survibes / de Mikel Haman Foundation
In 2017 waren Mikel Haman en Sumter van plan om een organisatie op te zetten voor de emancipatie van LHBT+'ers van kleur. Haman zou een half jaar later aan de gevolgen van kanker overlijden. Aan zijn sterfbed beloofde Sumter hem dat ze hun plannen een realiteit zou maken, en richtte samen met Ivette Forster Survibes op.
Survibes onderzocht in 2017 en 2018 de perceptie van discriminatie en zichtbaarheid van Surinaamse LHBT+'ers in de Surinaamse en Nederlandse gemeenschap. Hieruit bleek dat 45% van de onderzochte Surinaamse LHBT+'ers te maken kreeg met discriminatie.
Survibes reikt ieder jaar de Mikel Haman-award uit aan personen die hebben bijgedragen aan de zichtbaarheid van LHBT+'ers van kleur. 